# César Jannello
César Victorino Jannello (Buenos Aires, 1918 – Buenos Aires, 1985) fue un arquitecto, diseñador y profesor y teórico del diseño argentino reconocido internacionalmente. Desarrolló una extensa actividad docente y teórica, siendo profesor de la Cátedra de Visión y Sistemas Visuales en la Facultad de Arquitectura, Diseño y Urbanismo, así como creador de la Cátedra de Semiología Arquitectónica de la Universidad de Buenos Aires. Su enorme interés por el diseño y la composición le llevó a ejercer como profesor en la Universidad Nacional de Cuyo ( Mendoza), en la cátedra de Composición Plástica en la Escuela Superior de Artes Plásticas, de 1949 a 1955 y en 1950, es Director de la Escuela de Cerámica. 
Su especial interés por la investigación teórica en Diseño, lo lleva en 1968 a fundar el Instituto de Arquitectura en la FADU-UBA, en el que se formó toda una generación de profesores e investigadores en Teoría del Diseño. Lamentablemente, el Instituto es clausurado por la dictadura militar en 1976. A pesar esto y de que el interventor de la FADU le quita la dedicación exclusiva, sus desarrollos teóricos anteriores sobre color, textura visual y cesía lo llevan en 1977 a cimentar las bases para una teoría general de la pura forma en el diseño, lo que él llamaría Teoría de la Delimitación. La actual cátedra de Morfología y el Programa de Investigación Semiótica del Espacio-Teoría del Diseño en la FADU-UBA, son actualmente la continuación académica y de investigación de tales desarrollos teóricos originales.
Su diseño más reconocido es la Silla W, diseñada a partir de los recursos básicos disponibles en el momento, una sola barra de acero plegada conforma la estructura sobre la que se sujetan el respaldo y asiento, ambos de madera. La silla sería utilizada por Le Corbusier para amueblar la Casa Curutchet.

## Trayectoria profesional
Durante su época de estudiante en la UBA, se ve influenciado por las vanguardias artísticas europeas. Se interesa por el dibujo, pintura y objetos de cerámica como medios de exploración de sus intuiciones compositivas. De igual modo inicia sus escritos sobre arquitectura, arte y diseño, de lo que surgirá una carrera como investigador y profesor académico de reconocido prestigio. Colabora en la oficina del arquitecto Amancio Williams y Delfina Gálvez, junto a Colette Boccara, la que fuera su esposa, y Juan Butler. De esta época son de destacar los proyectos para el Aeropuerto de Río de la Plata, basado en un boceto de Le Corbusier, y el Edificio para Oficinas realizado en un solar en la calle Viamonte perteneciente a la familia Jannello, aunque ambos proyectos nunca llegaron a materializarse.

### Feria de América

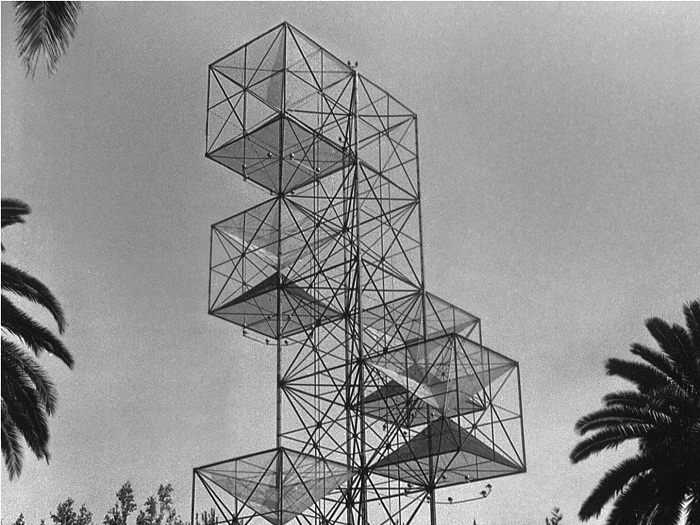
Torre América

En 1953 es nombrado Director de Planeamiento, junto con el también arquitecto Gerardo Clusellas y el industrial Iván Bacsinszky, de la Feria de América, situada en el Parque San Martín de la Ciudad de Mendoza, durante el segundo gobierno de Juan Domingo Perón. La Feria se extendía 30 hectáreas y contenía alrededor de 100 edificaciones. Los objetivos principales de la Feria fueron el fomento de las producciones industriales regionales y afianzar las relaciones comerciales nacionales e internacionales, albergando un certamen internacional de stands de industrias, cámaras de empresarios, de comercio y sociedades comerciales, sin dejar de lado la idea de generar un gran espectáculo atractivo para los habitantes de la región.
La feria abrió sus puertas entre enero y abril de 1954. Planificada con dos años de anticipación, se formalizaron normas de diseño y construcción general para mantener un espíritu coherente, moderno y avanzado del conjunto de la exposición.
La Torre de América, símbolo alegórico de la feria en referencia a la industria, fue diseñada por César Jannello y Gerardo Clusellas. Concebida como un elemento interdisciplinar, la Torre consistía en una columna metálica de 50 metros de altura y un peso de 60 toneladas, rodeada por 5 cubos en espiral. Estos cubos contenían volúmenes piramidales invertidos, de colores rojo y blanco, basados en el módulo gráfico diseñado a propósito por Tomás Maldonado, y musicalizada por el prestigioso compositor contemporáneo Mauricio Kagel,  incorporando un sistema de sincronización de iluminación y sonido.
Los pabellones de la Feria supusieron un caso pionero y de relevante importancia en las vanguardias latinoamericanas. Además de Jannello y Clusellas, un extenso número de arquitectos tomó parte en los proyectos de las distintas edificaciones. El estudio Iraegui y Giraud, Francisco Bullrich, Félix Pineda e Hilario Zalba, fueron algunos de los que participaron en el diseño de las obras, en su mayor parte de arquitectura efímera, diseñadas con elementos desmontables construidos in situ, considerando el ahorro en el tiempo de construcción y de materiales, en su mayoría de madera, metal y vidrio. Se planteó el uso de formas simples para no restar protagonismo a los productos expuestos. Se reguló igualmente una fuerte relación con el medio ambiente. El Pabellón 24, conocido como “Casa Cuba”, única edificación que continúa en pie, alberga hoy día dependencias policiales.

### Exposición del Sesquicentenario de Argentina
A mediados de 1959 el gobierno nacional encabezado por Arturo Frondizi encarga a Jannello, junto con un equipo de arquitectos provenientes de la Sociedad Central de Arquitectos y la Dirección Nacional de Arquitectura, un informe sobre una gran exposición cuyo objeto sería mostrar al mundo los avances tecnológicos y comerciales logrados por Argentina en sus 150 años de historia independiente, con un enfoque desarrollista. En dicho informe se evaluaba y descartaba la idea de organizar una Exposición Mundial o Continental por cuestiones relativas a los plazos de organización y construcción de tal magnitud, optándose por una Exposición Nacional a la que serían invitados otros países.
En 1960, por su experiencia en la Feria de América, Jannello es nombrado director técnico de la Oficina de Planificación y Arquitectura de la “Exposición Nacional del Sesquicentenario de la Revolución de Mayo”. La falta de coordinación entre los organismos involucrados, la lentitud administrativa y las dificultades para gestionar la importación de los materiales de las delegaciones extranjeras, generan una situación caótica. Además, la escasa publicidad oficial generó poco interés entre empresas y gobiernos por participar. Tras presentar un nuevo informe en julio de 1960, Jannello renuncia a su puesto.
La Exposición no tuvo éxito y solamente dos obras permanecen hasta hoy: el pabellón de la Comisión Nacional de Cultura anexo al Museo Nacional de Bellas Artes, proyectado por Jannello en colaboración con Rubén Fraile y Jorge Gómez Alais, y el puente peatonal de hormigón armado sobre la Avenida Figueroa Alcorta, diseñado por Jannello junto con el arquitecto Silvio Grichnery el ingeniero Atilio Gallo. Pensado como acceso a la Exposición del Sesquicentenario, fue demolido en 1975 para dar lugar a un proyecto llamado Altar de la Patria. En 1978 se llevó a cabo la reconstrucción del mismo, que perdura hasta nuestros días.

## Diseño industrial
César Jannello es uno de los exponentes del diseño local argentino en la década de los cuarenta, en cuanto a la reactivación industrial de posguerra y la necesidad de resolver el nuevo estilo de vida. En esa época la mayoría de muebles en Argentina eran importados. Arquitectos y diseñadores comienzan a proyectar muebles y objetos, cuya producción sería artesanal o semiartesanal.
Diseñó célebres piezas tales como las sillas W, Piola y K. La silla W de 1943, ícono del diseño latinoamericano, fue creada con materiales de obra en la Casa del Puente de Amancio Williams y Delfina Gálvez. Se utilizó para las oficinas de Tomás Maldonado, la Casa Curutchet de Le Corbusier y las oficinas del planeamiento en la Feria de América, por citar algunos.
Jannello creó su propio ecosistema objetual. Diseñó literas y sillas para los hijos, librerías y escritorios para el estudio, mesas y jarrones de cerámica para su casa, así como el equipamiento de un taller que dio origen en 1960 a la fábrica de cerámica Colbo Gres Cerámico SCA, dirigida por Boccara, de la que salió la conocida vajilla Colbo producida con arcilla gres de la región mendocina, particular por su colorido y forma triangular. A la empresa le fue otorgada la Etiqueta Roja de Buen Diseño otorgada por el CIDI en 1967.
En su segunda etapa como diseñador, relaja su postura respecto del Movimiento Moderno, replanteando la concepción del producto no solo desde una visión funcionalista en busca del equilibrio entre la estética, la calidad y la utilidad, sino desde una búsqueda formal en las que se permite ciertas concesiones. Ejemplos de esto son la Silla Mariposa de 1964 o el Sillón Copa de 1971.

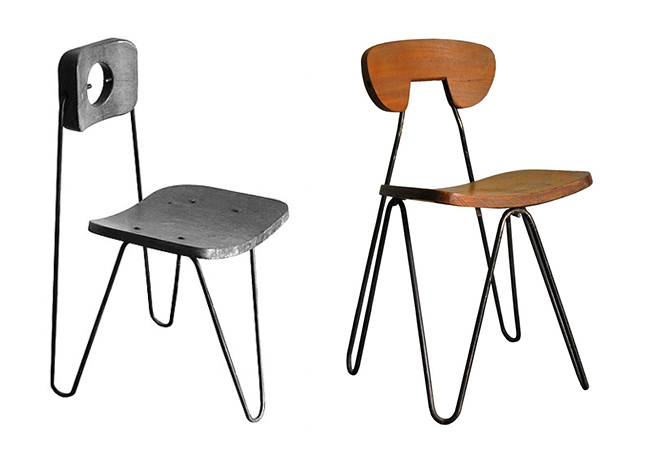
Silla W
En 1944 visita la construcción de la Casa del Puente en Mar del Plata, obra del arquitecto Amancio Williams y Delfina Gálvez, junto a su mujer y colega Colette Boccara. Allí realiza con los propios materiales de la obra, su primera silla con estructura de acero plegado inspirada en la silla BKF, utilizando en este caso un respaldo y asiento de madera. La silla potencia los recursos materiales disponibles, y hace de la limitación su mayor virtud.
Con la asistencia del carpintero francés Talvá en Mendoza, proyecta la silla de tres patas y respaldo móvil, que dará lugar a la de cuatro apoyos, de mayor estabilidad. Esta última versión resulta más escultórica y funcional, y aprovecha la elasticidad del acero como cualidad ergonómica para el apoyo de la espalda.
En 1947 aparece en la revista L’architecture d’aujourd’hui y, por sugerencia de su editor, toma contacto en París con el decorador Raoul Guys, quien la incluye en su catálogo Style AA, al igual que la Silla K. En 1951 Amancio Williams gestiona la compra de sillas para la casa del doctor Pedro Curutchet, proyectada en La Plata por Le Corbusier.
Influida por los principios del Movimiento Moderno, se convirtió en un ícono del diseño local e internacional.
Actualmente es producida por Editora Jannello.
Silla y Sillón Piola

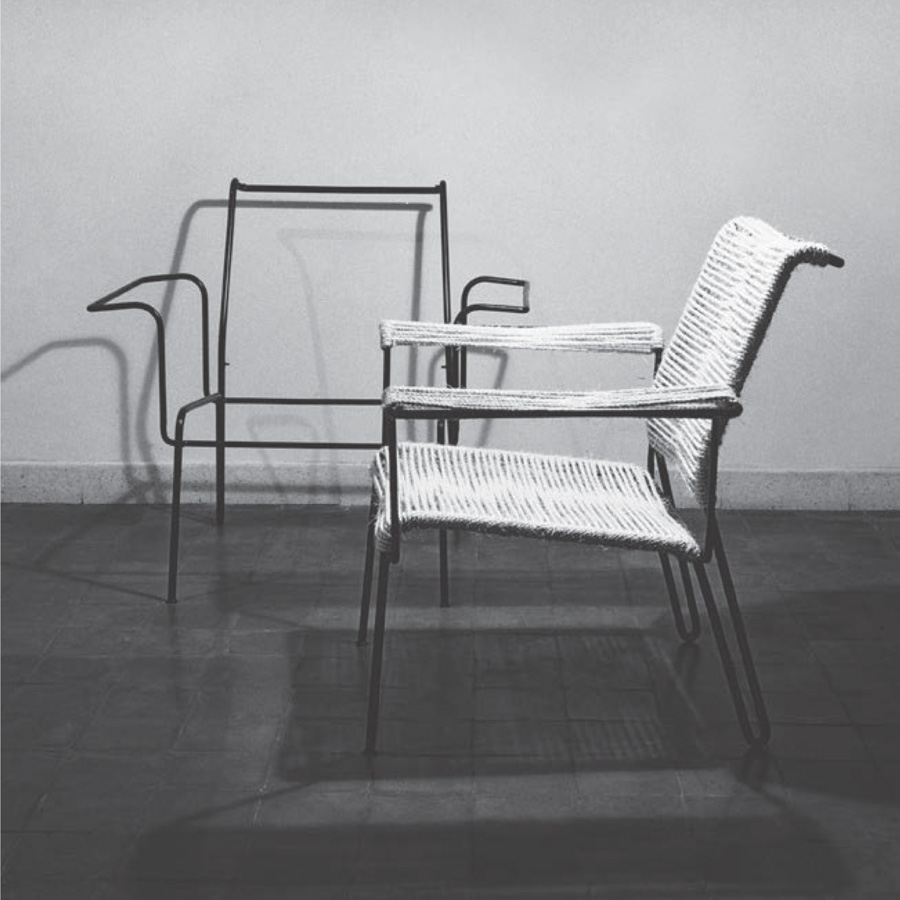
Sillón Piola

Diseñada en 1951, sus cualidades se basaban en la solidez, simpleza constructiva y elasticidad del respaldo.  Se trata de una silla y sillón conformados por una estructura a base de una barra de acero plegada, cuyo asiento y respaldo se generan mediante un encordado a base de fibras vegetales o plásticas.
Actualmente la silla es producida por Editora Jannello.
Silla Desmontable K
Diseñada en 1953 y producida por el carpintero francés Talvá, se trata de una silla “desarmable” a base de maderas de vivaró y raulí cortadas a máquina, cuyo montaje se realiza mediante tirafondos sin uso de colas. El asiento se conforma mediante un encordado, sea de fibras vegetales o plásticas, que se ajusta a un travesaño inferior mediante nudos. Se comercializó desmontada con un folleto de montaje, a un precio económico. Fue distribuida en Buenos Aires a través de oam, en Tucumán de la mano del arquitecto Hilario Zalba, y en París por el decorador Raoul Guys quien la incluye en su catálogo Style AA. 
Su concepción tiene una referencia directa en la “Silla Standard” diseñada por Jean Prouvé en 1934, quien también investigó de manera ferviente sobre la industrialización en el diseño de elementos cotidianos.

## Actividad docente y teórica

Jannello en la Universidad Católica de Chile, en 1959.

Además de su importante actividad profesional, Jannello realiza una inmensa tarea docente y teórica. Como docente, aparte de su actividad precursora en la Universidad Nacional de Cuyo (Mendoza) entre 1949 y 1955, Jannello comienza su actividad en la, por entonces, FAU-UNBA en 1956 y hasta 1984, reformulando inicialmente, con Gastón Breyer, las materias ligadas a la tradición de la École des Beaux-Arts proponiendo cuatro cursos anuales de Visión (hoy Morfología). Esta nueva propuesta implicó la reorganización conceptual de asignaturas y prácticas que hasta entonces habían estado dispersas en todas las facultades de arquitectura bajo títulos como Plástica, Perspectiva, Geometría Descriptiva, Color, etc. El plan curricular elaborado por Jannello se organizó en torno a las relaciones horizontales y verticales entre las distintas asignaturas y prácticas, permitiendo estandarizar la concepción del espacio arquitectónico, así como sistematizar la influencia de la teoría de la Gestalt, las ideas de la Bauhaus y de la Escuela de Ulm. A partir de la propuesta inicial de Jannello con la materia Visión, podemos encontrar en todas las Facultades de Arquitectura de la Argentina alguna materia vinculada a esta problemática del diseño aunque con distintas denominaciones.
Ya desde su etapa como estudiante en la Universidad de Buenos Aires, César Jannello se interesa enormemente por aspectos teóricos que dan como resultado escritos, uno de los cuales, "Pintura, escultura y arquitectura", es publicado por la revista Nueva Visión #1, dirigida por Tomás Maldonado, con quien colabora en la definición de los temas del curso: “arquitectura y diseño” y “mueble y diseño”.
En 1963, Jannello estudió semiología con André Martinet en París y en 1965 presenta una ponencia en colaboración con el psicoanalista Oscar Masotta, en el congreso internacional de arquitectos en París. Este trabajo sería considerado más tarde un punto de inflexión en la semiótica de la arquitectura en Buenos Aires impulsando otras investigaciones en instituciones como el Instituto Torcuato Di Tella y el CAYC (Centro de Arte y Comunicación). Asimismo, es necesario destacar que, en el año 1968, Jannello crea la primera cátedra del mundo de Semiología de la Arquitectura, el mismo año en que Umberto Eco publica su conocido libro: “La struttura assente”. Algunos docentes de ese primer curso fueron Mario Gandelsonas, Diana Agrest, Juan Carlos Indart, Luigi Lentini. 
Desde los años sesenta y hasta su fallecimiento en 1985, Jannello centra su investigación alrededor de la semiótica del arte, el diseño y la arquitectura. Profundiza en temas de visión como color, cesía, textura, forma, estructura relacional. En la publicación de la FADU-UBA de 1984 “Fundamentos de Teoría de la Delimitación” (texto español de su presentación en francés en el 3er. Congreso Internacional de la IASS-AIS en Palermo) expone las bases para una teoría general de la forma (delimitación) con ilustraciones de Rubén Gramón. Jannello publica su primer trabajo sobre su Teoría de la Delimitación, “Para una poética de la prefiguración” en Summarios 9 de 1977. Una breve historia de sus intereses científicos y sus actividades académicas puede encontrarse en “Architectural design, and space semiotic in Argentina” (Guerri 1988: 389-419).
El primer artículo de Jannello reconocido internacionalmente, se publicó en Architectural Design (1961: 394-396) con el título “Texture as a visual phenomenon”. Este artículo, si bien no se vinculaba a ninguna perspectiva semiótica, se diferenciaba de la propuesta estrictamente gestáltica en sus puntos de vista sistemáticos. Esta preocupación es evidente en toda la obra de Jannello sobre el conocimiento del diseño y temas como el color y la ‘cesia’ (brillo, opacidad, especularidad, etc.).
Hablar de semiótica del espacio o de semiótica de la arquitectura en Argentina es hablar de la escuela de César V. Jannello, ya que a él se debe en gran medida la concepción y el desarrollo posterior de una teoría general de la forma del diseño a través de los lenguajes gráficos, Perspectiva y Sistema Monge, y lo que hoy se conoce como Lenguaje Gráfico TDE (Jannello 1977; 1984) o también como Proyecciones Geométricas Relacionales (Guerri 1984; 2012).
Claudio F. Guerri revisa los postulados de Jannello, en su Programa de Investigación Semiótica del Espacio-Teoría del Diseño en la Secretaría de Investigación de la FADU-UBA, y completa y desarrolla en su tesis doctoral (dirigida por Juan Magariños de Morentin y Tomás Maldonado) lo que denominó Lenguaje Gráfico TDE (Proyecciones Geométricas Relacionales), manteniendo la sigla TDE en homenaje a su maestro. A partir de 1995 Carlos Guillermo González desarrolla el TDE-AC (sigla de Lenguaje Gráfico TDE Asistido por Computadora) un software gráfico especializado y experto como aplicación computacional del TDE.
En los círculos educativos argentinos es recordado por su calidad académica, su seriedad intelectual y por la consistencia de su obstinado trabajo investigativo y docente. 

## Proyectos destacados
- Proyecto del Aeropuerto Internacional de Buenos Aires, en colaboración con Amancio Williams, Delfina Gálvez, Colette Boccara y Jorge Butler. Buenos Aires, 1945.
- Proyecto para edificio de oficinas, en colaboración con Amancio Williams, Delfina Gálvez, Colette Boccara y Jorge Butler. Buenos Aires, 1946.
- Casa en la calle Clark 470, en colaboración con Colette Boccara. Mendoza, 1953.
- Torre de América, en colaboración con Gerardo Clusellas. Mendoza, 1954.
- Puente de la Avenida Figueroa Alcorta, en colaboración con Silvio Grichener. Buenos Aires, 1960.
- Ampliación del Museo Nacional de Bellas Artes, en colaboración con Rubén Fraile y Jorge Gómez Alais. Buenos Aires, 1960.
- Cinco viviendas, en colaboración con Arístides Cottini, Ricardo Cuenya, Carlos Vallhonrat Bou y Enrico Tedeschi. Cuyo (Mendoza y San Juan).